# Bomba planadora
Bomba planadora - é uma bomba aérea modificada com superfícies aerodinâmicas para poder planar, em vez de meramente pecorrer uma trajetória balística. Isto amplia a distância percorrida entre a liberação pela aeronave transportadora e o alvo. Bombas planadoras freqüentemente contam com sistemas de controle, permitindo que um operador no bombardeiro direcione a arma.
Na Primeira Guerra Mundial foi planejado o uso do bombardeiro Siemens-Schuckert R.VIII como uma aeronave portadora, mas o Armistício interrompeu o projeto.
Na Segunda Guerra Mundial o Hs 293 foi usado pela primeira vez operacionalmente no Golfo da Biscaia contra contratorpedeiros, saveiros e fragatas RN e RCN. Sua estreia em combate foi feita em 25 de agosto de 1943, quando o saveiro HMS Bideford foi ligeiramente danificado por um míssil que não detonou totalmente, mas matou um tripulante. Outro saveiro, HMS Landguard, sobreviveu a um acidente próximo com danos leves. Os alemães voltaram a atacar dois dias depois, afundando o HMS Egret em 27 de agosto de 1943; eles também danificaram seriamente o HMCS Athabaskan. Mais de mil soldados aliados morreram em 25 de novembro de 1943 quando um Hs 293 afundou o navio de tropas HMT Rohna do comboio mediterrâneo KMF 26.